# Arnaldo Galli
Arnaldo Galli (Viareggio, 27 aprile 1926 – Viareggio, 17 agosto 2019) è stato un pittore e disegnatore italiano.
Considerato uno dei costruttori dei carri allegorici del Carnevale di Viareggio più influenti e apprezzati nell'arco di 50 anni di carriera, è stato il carrista ad aver vinto più volte il primo premio nei carri di prima categoria nella storia del Carnevale. Oltre alla sua carriera artistica nel mondo del Carnevale, è conosciuto a livello nazionale per aver realizzato le scenografie per Federico Fellini per i film I Vitelloni, Casanova e Boccaccio '70, per aver collaborato col sindaco di Napoli Achille Lauro per la Festa di Piedigrotta negli anni cinquanta e per aver realizzato la scenografia dei palloni in cartapesta per la cerimonia di apertura dei Mondiali di calcio in Italia del 1990.
Arnaldo Galli è stato anche il capostipite di una famiglia destinata a legare indissolubilmente il proprio nome al Carnevale di Viareggio prima grazie ai fratelli Renato e Giorgio Galli, quindi al nipote Fabrizio Galli e per ultimo alla pronipote Valentina Galli, unica componente femminile della famiglia diventata carrista.

## Biografia
Lavoro per lui e lui mi contraccambia facendomi svolgere altre attività sempre legate al mio mestiere...»
(Arnaldo Galli)

### Infanzia e giovinezza
Arnaldo Galli nacque il 27 aprile 1926 a Viareggio, e crebbe in una casa umile insieme ai suoi genitori e cinque fratelli. Il padre, Marino Galli, era un maestro d'ascia viareggino, mentre la madre Urania era una casalinga. Nel 1934 la famiglia si trasferì in una casa migliore in Via Giacomo Leopardi, e un anno dopo in via Giuseppe Mazzini, vicino ai baracconi di via Cairoli dove si costruivano i carri del Carnevale dell'epoca. La vicinanza della dimora con gli hangar del Carnevale influì molto sulla nascita della passione per la festa viareggina in Arnaldo Galli.

#### La passione per la pittura e il Carnevale
Fin da bambino Galli ebbe una forte predisposizione per la pittura e il disegno, amore ispirato anche dalla manifestazione viareggina, e organizzò un corso di carri in miniatura che girava attorno alle scuole elementari Giovanni Pascoli, la scuola che egli frequentava, cercando di emulare la manifestazione ufficiale. Conobbe anche tutti i carristi del Carnevale viareggino dell'epoca, in particolar modo Alfredo Morescalchi, dal quale imparò la tecnica della carta a calco e della lavorazione dei carri di cartapesta.
Il giovane Galli aveva un forte spirito d'osservazione e imparò quasi subito i segreti del mestiere, al punto che a soli dieci anni inventò una semplificazione della lavorazione della carta a calco, la tecnica del "doppio positivo". Il sistema tradizionale era infatti realizzato con il positivo del mascherone in creta; successivamente ne viene creato il calco negativo in gesso in cui poi deve essere inserita la carta, pigiando e incollando tra loro più strati di giornale. Questa tecnica può però portare a sbollature sulla carta, costringendo i carristi a levigarne le superfici. Con la tecnica del giovane Galli invece, la creta veniva direttamente foderata con strati di carta, permettendo di saltare la fase in gesso. La carta, messa ad asciugare al sole, aderiva perfettamente alle forme: dopodiché per staccarla dalla creta bisognava tagliarla in due parti da ricucire successivamente, coprendole con strisce di giornale insieme alla colla.
Nel 1937 Arnaldo Galli, a undici anni, partecipò per la prima volta al concorso ufficiale del Carnevale di Viareggio con una maschera isolata dal nome Il futuro asso, usando appunto la tecnica del "doppio positivo" e classificandosi quarto su sedici partecipanti.
Prima del secondo conflitto mondiale, Galli fece anche pratica di carpenteria, utile per la costruzione di carri, cominciando a lavorare come apprendista nel Cantiere Codecasa, a Viareggio.

### La guerra
Durante i bombardamenti su Viareggio della sera d'Ognissanti del 1943 la casa della famiglia Galli venne distrutta da una bomba che fece crollare il tetto dell'abitazione. Fortunatamente, la famiglia trovò rifugio nella casa di un'amica della madre Urania.
Il ventotto di maggio del 1944 tutta la città di Viareggio venne evacuata a causa dei continui bombardamenti. La famiglia Galli sfollò in un borgo della periferia di Camaiore, mentre Arnaldo Galli rimase a Viareggio a completare alcuni incarichi affidatigli dai militari tedeschi.
Dopo il bombardamento di Piazza Mazzini, luogo in cui vi era il bunker di Arnaldo Galli, quest'ultimo decise di raggiungere la sua famiglia a Camaiore a piedi e di non rimettere più piede a Viareggio fino a quando non fosse stata liberata. Ciò avvenne il sedici settembre del 1944, e il quattro ottobre fu autorizzato il rientro della popolazione; i Galli rientrarono a Viareggio verso fine novembre andando ad abitare in una casa vicino alla Stazione Nuova.

### Gli anni della rinascita
Dopo la fine della guerra Arnaldo Galli riallacciò fin da subito i suoi rapporti con le sue due grandi passioni del Carnevale e della pittura. Nel 1946 si tenne la prima edizione del Carnevale di Viareggio del dopo guerra e Galli vi partecipò lavorando su un carro allegorico di prima categoria intitolato La Rinascita del Carnevale di Raffaello Tomei e Carlo Bomberini. In quegli anni, l'ambiente del Carnevale si animò di giovani artisti e pittori emergenti viareggini, fra cui Sergio Baroni, Nilo Lenci e Giorgio Michetti, con i quali Arnaldo Galli strinse stretti rapporti di amicizia.
Nel 1947 partecipò al Carnevale con una maschera isolata dal titolo La grande pioggia, che riscosse successo. La maschera però non vinse, visto che all'ultimo corso del Carnevale Alfredo Morescalchi riuscì a terminare una maschera isolata di straordinaria qualità, Il carrista va al mare, che catturò l'attenzione della giuria a tal punto da ottenere il primo premio. Galli ritenne di aver subito un'ingiustizia: non contestava il valore dell'opera, ma l'inosservanza da parte di Morescalchi dell'obbligo di sfilare per tutti e quattro i corsi, previsto dal bando del concorso. Nel 1948, la giuria cercò di rimediare affidando ad Arnaldo Galli la realizzazione di una mascherata di gruppo insieme a un altro giovane promettente del Carnevale viareggino: Silvano Avanzini. Il connubio però non ebbe vita facile: entrambi cercarono di dimostrare all'altro chi fosse il migliore, perdendo di vista quale fosse lo scopo finale. Il primo anno insieme, infatti, arrivarono ultimi fra le maschere di gruppo, terzultimi nei carri di prima con I sette peccati in festa del 1949 e ultimi, sempre nei carri di prima categoria, con Preferisco la vacca del 1950. Entrambi cercarono di accusarsi l'uno con l'altro per gli insuccessi conseguiti, fino a quando, nel 1950, si divisero.
L'anno dopo però Arnaldo Galli fu costretto a retrocedere come carpentiere in seconda categoria per la realizzazione del carro allegorico Che mele... di Renato Santini e Oreste D'Arliano, che arrivò terzo. Silvano Avanzini invece fu ammesso in prima categoria in collaborazione con Francesco Francesconi, un carpentiere: Galli si sentì discriminato e individuò in Avanzini la causa del suo declassamento. Secondo Galli, al tempo stesso questo lo spinse a dare sempre il massimo nelle sue costruzioni, un risentimento nei confronti del suo avversario che si portò dietro per il resto della sua vita:
Nel 1952 Galli realizzò il carro allegorico di seconda categoria Pista... Pista alludendo col titolo all'intenzione di tornare nella costruzione dei carri di prima categoria. Ciò accadde nel 1953, quando gli fu concessa la realizzazione del carro di massima categoria Tempi Moderni insieme al carrista Beppe Domenici: i due arrivarono quarti. L'anno dopo però Domenici abbandonò il concorso a causa della sua nuova passione per la ceramica, lasciando Galli senza un posto fra i carri di prima categoria. Arnaldo Galli si ritrovò così da solo a combattere contro l'Associazione carristi per far riconoscere i propri diritti, fino a quando il carrista Fabio Romani ammise che gli accordi reclamati dal Galli erano imprescindibili. Gli venne così assegnato un carro di prima categoria insieme a Romani. Quest'ultimo però non se la sentì di realizzare un carro allegorico di quelle dimensioni, e abbandonò un'altra volta Galli, al quale venne così assegnata la realizzazione di un complesso di gruppo, Orient Express, che arrivò quarto.
Nella primavera del 1950, passando da via Mazzini, Arnaldo Galli incontrò una ragazza di straordinaria bellezza, Lia, appena quattordicenne. I due si sposarono il 22 novembre 1955 e nel 1967 ebbero la figlia Roberta.

### La scalata in prima categoria
Dal 1955 al 1961 Galli lavorò nelle maschere di gruppo:
- 1955 - Lo spaghetto d'oro, terzo premio
- 1956 - La Famiglia Ercolini oplà, terzo premio
- 1957 - Servizio Carnevalesco, quinto posto
- 1958 - Tribù a convegno, secondo premio
- 1959 - Oh, come me la godo, secondo premio
- 1960 - Il bidone, secondo premio
- 1961 - Mercato comune, primo premio

Nel 1962 fu promosso in prima categoria e ottenne un immediato e duraturo successo.
- 1962 - I grandi navigatori dello spazio, primo premio
- 1963 - Le scimmie stanno a guardare, secondo premio
- 1964 - Show boat, primo premio
- 1965 - Mondo Pulito, secondo premio
- 1966 - Non calpestate i fiori, primo premio
- 1967 - Dove andranno gli innamorati, primo premio"Guerra e pace", di Arnaldo Galli - 1973

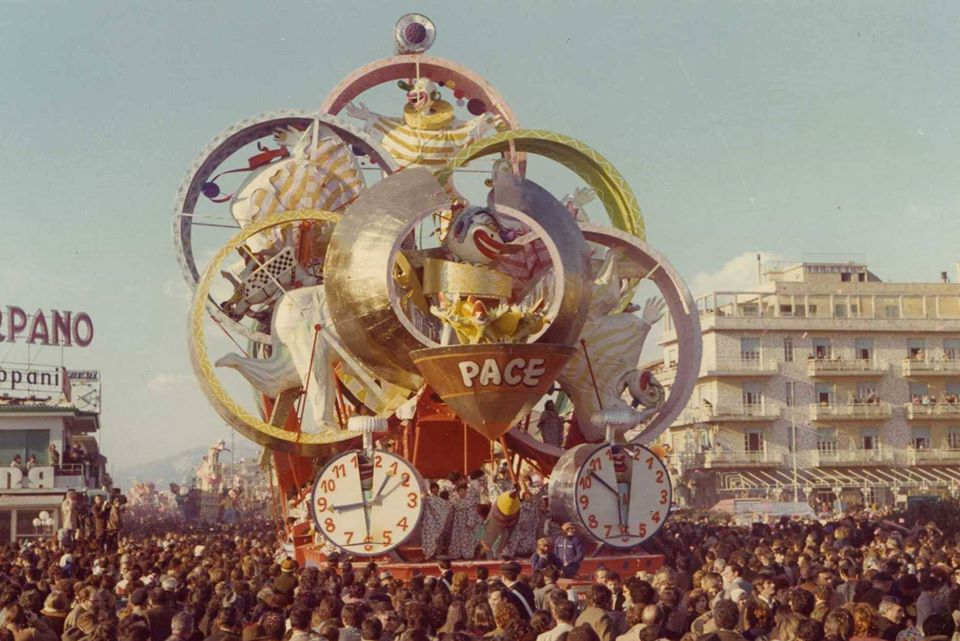
"Guerra e pace", di Arnaldo Galli - 1973

- 1968 - Quel mazzolin di fiori, primo premio
- 1969 - L'Allucinogeno, primo premio
- 1970 - Ma che tempo fa, terzo premio
- 1971 - Battibecco, primo premio
- 1972 - Ping-pong, primo premio

Nell'importante edizione del centenario del Carnevale di Viareggio, tenuta nel 1973, ad Arnaldo Galli fu assegnato un carro allegorico fuori concorso: il carro si chiamava Guerra e pace, conosciuto a Viareggio con il nome de "La bomba" e come il migliore. Il carro aveva come figura centrale una bomba, la quale si apriva in varie sezioni scoprendo delle simpatiche figure carnevalesche. La scelta di trasformare l'elemento della guerra in una festa d'allegria e spensieratezza, fu molto apprezzata dal pubblico.
- 1974 - Conigli coraggiosi, terzo premio
- 1975 - Cucco-mio, tutto mio, quarto posto
- 1976 - I grandi in maschera, primo premio
- 1977 - Rami secchi, primo premio
- 1978 - Bontà loro, primo premio
- 1979 - Gli Uffa, primo premio
- 1980 - Scherzando con le lacrime agli occhi, terzo premio (costruito insieme a Giorgio Galli)
- 1981 - Riciclaggio, primo premio
- 1982 - I cavalieri dell'apocalisse, fuori concorso
- 1983 - Mare grosso, secondo premio
- 1984 - Ti prego ridi pagliaccio, secondo premio (costruito insieme a Giorgio Galli)
- 1985 - Piangerò domani, primo premio (costruito insieme a Giorgio Galli)
- 1986 - I rompiballe, primo premio (costruito insieme a Giorgio Galli)
- 1987 - Un punto più del diavolo, primo premio (costruito insieme a Giorgio Galli)
- 1988 - I Grandi rischi, secondo premio (costruito insieme a Giorgio Galli)
- 1989 - Carnevale nel cassetto, primo premio
- 1990 - Non si può fermare il tempo, primo premio
- 1991 - Al di là del muro, terzo premio
- 1992 - Il cigno torna a volare, secondo premio (costruito insieme a Umberto e Stefano Cinquini)
- 1993 - Terremoto, terzo premio (costruito insieme a Umberto e Stefano Cinquini)
- 1994 - Mani furbe, quarto posto
- 1995 - My day... my day, quinto posto
- 1996 - Bambole... non c'è una lira, quinto posto
- 1997 - La patata Bollente, secondo premio
- 1998 - La coperta corta, quarto posto
- 1999 - L'Europa si, le mutande no, ottavo posto
- 2000 - Le maschere hanno sempre ragione, terzo premio
- 2001 - Troppe gatte da pelare, terzo premio
- 2002 - Incredibile, secondo premio
- 2003 - Avanti come i gamberi, quinto posto
- 2004 - Scusate se ci divertiamo... balla che ti passa, primo premio (costruito insieme a Corinne Roger e Gilbert Lebigre)
- 2005 - Dalle stalle alle stelle, fuori concorso (costruito insieme a Corinne Roger e Gilbert Lebigre)
- 2006 - Al cospetto del Dio soldo non c'è più religione, fuori concorso (costruito insieme a Corinne Roger e Gilbert Lebigre)
- 2007 - Si va a morì poi si torna, secondo premio (costruito insieme a Corinne Roger e Gilbert Lebigre)

### TV, cinema e lavori esterni
(Arnaldo Galli)
Nel 1954 per la prima volta il Carnevale viene trasmesso in diretta sulla neonata RAI: non fu solo un evento storico per quanto riguarda la televisione italiana, visto che fu la prima vera diretta in ambito nazionale, ma anche una grossa opportunità per i carristi viareggini. Ad Arnaldo Galli cominciarono ad arrivare numerose richieste da tutta Italia: da Palermo per la Festa di Santa Rosalia, da Napoli per la Festa di Piedigrotta e dagli studi cinematografici di Cinecittà a Roma. Fu così che iniziò a farsi conoscere fra gli scenografi e registi dell'epoca, i quali trovarono nell'universo della carta a calco e nella creatività del Galli un modo per realizzare strutture allora impensabili per i loro film. Fra questi registi vi era in particolare Federico Fellini, che, dopo una visita ai baracconi di via Cairoli e dopo aver incontrato Galli, decise che quest'ultimo fosse proprio la persona adatta a costruire le scenografie del suo nuovo film de I Vitelloni. Il film uscì nel 1953 e fu un successo su scala nazionale e internazionale.
Nel 1954 Camillo Parravicini, scenografo di fama mondiale, decise di donare a Galli un bozzetto di un carro allegorico che doveva sfilare a Napoli nei primi di settembre nella Festa di Piedigrotta. Il carro in questione doveva essere costruito in occasione del compleanno di Achille Lauro, sindaco di Napoli dal 1952 al 1957, proprietario della famosa Flotta Lauro. A Napoli vi erano maestri cartapestai, ma nessuno se la sentiva di realizzare un carro così raffinato; Arnaldo Galli fu quindi convocato per la realizzazione del progetto direttamente dal direttore artistico del Teatro San Carlo di Napoli e dell'Opera del Palazzo Reale Pasquale Di Costanzo. Il progetto fu terminato e, oltre ad ottenere il primo premio, venne ricordato come il carro allegorico più bello che abbia mai sfilato alla Festa di Piedigrotta. L'occasione lavorativa per la Festa si ripresentò nel 1955, quando Galli vinse nuovamente col carro L'Acquaiolo, nel 1956 con La pesca dei Ricordi e nel 1957 partecipò con L'apoteosi di Pulcinella.
Arnaldo Galli venne chiamato anche verso la fine dell'estate del 1954 per realizzare un Bacco da far sfilare alla Festa del Vino nella provincia di Terni, e nel 1955 per la Festa di Santa Rosalia a Palermo per la realizzazione di alcuni elefanti in cartapesta.
Nel 1960, un certo signor Chevalier, di Strasburgo, che aveva apprezzato il Carnevale viareggino, chiese ad Arnaldo Galli di realizzare un carro per la manifestazione della sua città. Galli accettò, ma durante la sua trasferta in Francia, il 19 giugno del 1960, ci fu un incendio ai baracconi dei carri di Carnevale in via Cairoli. Tutte le attrezzature, gli hangar e il carro allegorico per il Carnevale di Viareggio per l'anno venturo andarono distrutti.
Nel 1962, Federico Fellini stava realizzando Boccaccio '70 e scelse di nuovo Galli per la realizzazione della scenografia del film: tra i due nacque un'intesa e un'amicizia denotata da una intensa e reciproca stima. Anche nel 1976, per la realizzazione del Casanova, venne affidato ad Arnaldo Galli il compito di realizzare una polena, raffigurante un volto affiorante dalla laguna di Venezia fino al livello della bocca. Con un diametro di circa sette metri, la testa della polena fu collocata di fronte agli ingressi di Cinecittà dove furono girate gran parte delle scene di Casanova.

#### I mondiali di calcio del 1990
L'8 giugno del 1990 iniziarono i mondiali di calcio a Milano e la scenografia della cerimonia d'apertura fu affidata a Pietro Zuffi. La sua idea era di realizzare ventiquattro palloni simboleggianti ognuno i colori delle nazioni, che, una volta apertisi, avrebbero liberato in aria dei palloncini colorati. Zuffi pensò ai maestri cartapestai viareggini, primi fra tutti Arnaldo Galli, Raffaello Giunta e Carlo Vannucci. La cerimonia di apertura si tenne a Meazza e fu un successo: i palloni in cartapesta di diametro 4 metri e mezzo si aprirono in sincrono, schiudendo le corolle dei petali di margherite e liberando in cielo migliaia di palloncini colorati.

### Gli ultimi anni
Dopo diciannove successi in prima categoria, record di vittorie nella storia della manifestazione, nel 2009 Galli si ritirò dal Carnevale dopo aver realizzato il manifesto dell'edizione di quell'anno. Nel manifesto rappresentò il Burlamacco che emergeva dall'omonimo canale, con uno spunto futurista tipico del suo modo di pitturare.
Arnaldo Galli continuò a pitturare e disegnare anche negli anni successivi; morì il 17 agosto 2019 poco prima della presentazione dei bozzetti del Carnevale di Viareggio 2020.